# 1548
| [ Edytuj tabelę ]              | |
| Król Polski                    | - 1507 Zygmunt I Stary 1548 - 1530 Zygmunt II August 1572 |
| Współksiążęta Andory           | - 1534 Francisco de Urríes 1551 - 1517 Henryk II 1555 |
| Król Anglii                    | - 1547 Edward VI 1553 |
| Władca Azteków                 | - 1541 Diego de San Francisco Tehuetzquitizin 1554 |
| Elektor Brandenburgii          | - 1535 Joachim II Hektor 1571 |
| Książę Bawarii                 | - 1508 Wilhelm IV 1550 |
| Sułtan Brunei                  | - 1521 Abdul Kahar 1575 |
| Cesarz Chin                    | - 1521 Jiajing 1566 |
| Król Czech                     | - 1526 Ferdynand I Habsburg 1564 |
| Król Danii                     | - 1534 Chrystian III 1559 |
| Dalajlama                      | - 1543 Sonam Gjaco 1588 |
| Cesarz Etiopii                 | - 1540 Klaudiusz 1559 |
| Król Francji                   | - 1547 Henryk II 1559 |
| Król Hiszpanii                 | - 1516 Karol I 1556 |
| Hrabia Holandii                | - 1515 Karol I Habsburg 1555 |
| Szach Iranu                    | - 1524 Tahmasp I 1576 |
| Państwo Wielkich Mogołów       | - 1545 Islam Szah Suri 1553 |
| Władca Inków                   | - 1545 Sayri Tupac 1558 |
| Król Irlandii                  | - 1547 Edward VI Tudor 1553 |
| Cesarz Japonii                 | - 1526 Go-Nara 1557 |
| Kalif                          | - 1520 Sulejman I 1566 |
| Patriarcha Konstantynopola     | - 1546 Dionizy II 1555 |
| Władca Korei                   | - 1545 Myŏngjong 1567 |
| Wielki książę litewski         | - 1506 Zygmunt I Stary 1548 - 1530 Zygmunt August 1569 |
| Sułtan Maroka                  | - 1547 Abu al-Abbas Ahmad 1549 |
| Senior Monako                  | - 1532 Honoriusz I 1581 |
| Król Nawarry                   | - 1516 Henryk II 1555 |
| Król Norwegii                  | - 1534 Chrystian III 1559 |
| Sułtan Omanu                   | - 1529 Bakarat ibn Muhammad 1560 |
| Elektor Palatynatu             | - 1544 Fryderyk II 1556 |
| Papież                         | - 1534 Paweł III 1549 |
| Książę Parmy                   | - 1547 Oktawiusz Farnese 1556 |
| Król Portugalii                | - 1521 Jan III 1557 |
| Książę w Prusach               | - 1525 Albrecht 1568 |
| Car Rosji                      | - 1547 Iwan IV Groźny 1584 |
| Cesarz Rzymski (niemiecki)     | - 1519 Karol V Habsburg 1558 |
| Kapitanowie Regenci San Marino | - 1547 Lodovico di Matteo Belluzzi 1548 - 1547 Gio.Pier Paolo Bonelli 1548 - 1547 Bartolo Belluzzi 1548 - 1548 Giovanni Antonio Belluzzi Sante di Marco Gori 1548 - 1548 Giacomo di Antonio Giannini Francesco di Sebastiano Onofri 1549 |
| Elektor Saksonii               | - 1547 Maurycy Wettyn 1553 |
| Król Szkocji                   | - 1542 Maria Stuart 1567 |
| Król Szwecji                   | - 1521 Gustaw I Waza 1560 |
| Król Tajlandii                 | - 1546 Kaeo Fa 1548 - 1548 Vạravoṇśādhirāj 1548 - 1548 Phra Maha Chakkraphat 1568 |
| Sułtan Turków                  | - 1520 Sulejman Wspaniały 1566 |
| Doża Wenecji                   | - 1545 Francesco Donato 1553 |
| Król Węgier                    | - 1526 Ferdynand I 1564 - 1540 Jan II Zygmunt Zápolya 1571 |

Rok 1548 / MDXLVIII
stulecia: XV wiek ~
XVI wiek ~
XVII wiek

lata: 1538 «
1543 «
1544 «
1545 «
1546 «
1547 «
1548
» 1549
» 1550
» 1551
» 1552
» 1553
» 1558

## Wydarzenia w Polsce
- 31 stycznia – w Piotrkowie zakończył obrady sejm[1], zwołany przez Zygmunta II Augusta, sejm. Podczas obrad nasilił się konflikt króla ze szlachtą, która nie chciała uznać jego małżeństwa z Barbarą Radziwiłłówną.
- 1 kwietnia – królem Polski został Zygmunt II August, koronowany vivente rege 20 lutego 1530 roku.
- 31 października – w Piotrkowie rozpoczął obrady sejm[2].
- W Polsce osiedlali się bracia czescy uchodzący z Czech w obawie przed kontrreformacją.
- Ostrów Lubelski otrzymał prawa miejskie.

## Wydarzenia na świecie
- 26 lutego – turecki admirał Piri Reis odbił Aden z rąk Portugalczyków.
- 15 maja – Interim augsburskie: pokój narzucony protestantom przez cesarza Karola V, zakończył pierwszą wojnę Szmalkaldzką.
- 20 października – Alonso de Mendoza założył miasto Pueblo Nuevo de Nuestra Señora de la Paz, obecnie stolica Boliwii La Paz.
- W Augsburgu po raz pierwszy zastosowano energię wodną do pompowania wody.

## Urodzili się
- 5 stycznia – Franciszek Suarez, hiszpański filozof neoscholastyczny (zm. 1617)
- styczeń – Giordano Bruno, włoski duchowny katolicki, filozof, dominikanin (zm. 1600)

- Simon Stevin, flamandzki matematyk (zm. 1620)
- Tomas Luis de Victoria, hiszpański kompozytor (zm. 1611)
- Korneliusz Wijk, holenderski franciszkanin, męczennik, święty katolicki (zm. 1572)

## Zmarli
- 1 kwietnia – Zygmunt I Stary, król Polski (ur. 1467)
- 30 maja – Jan Dydak, aztecki wizjoner, świadek objawienia w Guadalupe (ur. ok. 1474)
- 5 września – Katarzyna Parr, królowa Anglii jako szósta żona Henryka VIII (ur. ok. 1512)
- 27 października - Jan Dantyszek, polski podróżnik, dyplomata, biskup warmiński i poeta (ur. 1485)